# Емануил Филиберт Савойски (1972)
Вижте пояснителната страница за други личности с името Емануил Филиберт Савойски.
Емануил Филиберт Савойски (на италиански: Emanuele Filiberto di Savoia), роден Емануил Филиберт Хумберт Реза Сиро Райнер Мария Савойски (на италиански: Emanuele Filiberto Umberto Reza Ciro René Maria di Savoia; * 22 юни 1972, Женева, Швейцария), е член на Савойската династия, херцог на Савоя (оспорвано), швейцарска телевизионна личност с италианско гражданство, собственик на футболните дружества „Савоя 1908“, „Реал Агро Аверса“ и „Портичи“.
Той е син на Виктор Емануил Савойски – син на последния крал на Италия Умберто II. Неговата позиция в наследствената линия на Савойската династия, непризната от Италианската република, е в основата на династичния спор, възникнал след брака на родителите му.
Роден и израснал в Швейцария поради изгнанието, предвидено от Италианската конституция за мъжките потомци на бившите крале на Италия, Емануил Филиберт идва за първи път в Италия в края на 2002 г., след отменянето на изгнанието. Живее със съпругата си – френската актриса Клотилд Куро и двете им дъщери в Монте Карло, Княжество Монако.

## Произход
Той е единствено дете на Виктор Емануил Савойски (* 1937, † 2024), предприемач, принц на Неапол, херцог на Савоя (оспорвано), и на шампионката по водни ски и херцогиня на Сант Анна ди Валдиери – швейцарката Марина Риколфи Дория (* 1935).

## Биография

### Ранни години и личен живот
Емануил Филиберт е роден в Женева, където баща му живее в изгнание. Раждането му е повод за известно пренареждане на семейните спорове, възникнали от 10-годишното противопоставяне на Умберто II на годежа и на брака, сключен през 1970 г. без да бъде уведомен, на неговия син Виктор Емануил с Марина Риколфи Дория от по-нисък ранг.
Всъщност Умберто II присъства на кръщенето на своя внук и му е кръстник. Въпреки това на детето не е дадено първото име, носено от дядо му – име, което след обединението на Италия се редува от поколение на поколение с това на Виктор Емануил. Умберто II не дава на своя внук и титлата „принц на Пиемонт“, която самият той носи до поемането на короната и която, подобно на имената, се редува с тази на „принц на Неапол“. Във всеки случай Умберто II никога не е упълномощавал никаква титла на който и да е член на Савойския дом, освен титлата „принц на Венеция“, дадена устно на внука му на неговото кръщение в Мерленж, Швейцария, на 22 юли 1972 г. Еманул Филиберт носи името Хумберт (Умберто) като трето име, следвано от Сиро и Реза, в знак на почит към приятелството на савойците с шаха на Персия Мохамед Реза Пахлави, чийто син е Реза Сиро Пахлави.
Учи във Факултета по икономически науки на Женевския университет, без да завърши обучението си. Разкрива, че е имал проблеми с наркотиците в млада възраст.
Благодарение на баща си започва работа като трейдър – финансов консултант в частна компания в Женева. На 26-годишна възраст стартира инвестиционния фонд Altin, котиран на Фондовата борса в Цюрих.
На 25 септември 2003 г. в базиликата „Санта Мария дели Анджели е дей Мартири“ в Рим – мястото на брака на неговия прадядо по бащина линия, Емануил Филиберт се жени за френската актриса Клотилд Куро. От нея има две дъщери. Семейството живее между Париж и Монте Карло. От време на време живее и в Умбертиде, провинция Перуджа.
Между 2011 и 2019 г. претърпява три хирургични операции за отстраняване на тумор от параназалните синуси.

### Телевизионна кариера в Италия
Преходните и заключителни разпоредби на Конституцията на Италианската република забраняват влизането му на италианска земя като мъжки потомък на Савойската динаситя. С конституционния закон от 23 октомври 2002 г., влязъл в сила на 10 ноември същата година, действието на първа и втора алинея от 13-тата преходна и заключителна разпоредба на Конституцията се изчерпва, като се разрешава на потомците от мъжки пол на Савойската династия да влизат и да останат в Италия и следователно да пребивават там по свой избор, и като цяло на членовете и потомците на Савойската династия се дава правото на пасивен и на активен електорат, както и възможността да заемат публични длъжности.
През 1990-те г. Емануил Филиберт започва изявите си по италианската телевизия. През 1995-96 г. е редовен гост (чрез телеконферетна връзка, тъй като все още е в изгнание) на спортната програма Quelli che il calcio.
През 2002 г. участва в реклама на Saclà.
През 2008 г. е член на журито в шоуто за таланти по частния тв канал Canale 5 Il ballo delle debutanti („Балът на дебютантките“).
През 2009 г. участва като състезател в петото издание на шоуто за таланти по държавния тв канал Rai 1 Ballando con le stelle („Танцувайки със звездите“) в двойка с преподавателката по танци Наталия Титова, като на 21 март печели със 75% от гласовете.
През 2010 г. заедно с Пупо, Джорджа Лузи и Валерия Марини води шоуто за таланти I Raccommandati („Препоръчаните“) по Rai 1. Също води вариететното шоу Ciak... si canta!, отново с Пупо по Rai 1. Участва и във Фестивала на италианската песен в Санремо с Пупо и тенора Лука Каноничи с песента Italia amore mio, написана от самия него и поставена по музика на Пупо. Триото е освирквано от публиката и песента е първата отпаднала от състезанието. В епизода на 17 февруари тя е избрана с допитване на зрителите и успява да достигне до финала на 20 февруари, завършвайки на втора позиция. През лятото води програмата по Rai 2 Ricchi di energia („Богати на енергия“) с Дебора Салваджо, а по-късно се присъединява към Мили Карлучи във воденето на конкурса за красота Miss Italia по Rai 1.
През 2011 г. участва като състезател (извънконкурсен) в осмото издание на риалити шоуто по Rai 2 L'Isola dei famosi („Островът на известните“). През същата година играе себе си във игралния филм Vacanze di Natale a Cortina („Коледни празници в Кортина“) с Кристиан Де Сика и Сабрина Ферили.
През 2012 г. участва в късометражния филм с Тони Сперандео и Таня Бамбачи Lo sposalizio - Matrimonio siciliano („Сватбата - Сицилианска сватба“), където играе ролята на Тони.
От 31 януари 2012 г. участва в риалити шоуто по тв канал Cielo –  Il principiante - Il lavoro nobilita („Начинаещият – работата облагородява“), създадено от самия него. От септември същата година е водещ на първото издание на риалити шоуто по Rai 2 Pechino Express.
През 2013 г. участва като състезател в Un air de star ? - френската версия на Tale e quale show, излъчвана по френския M6 . През декември същата година се завръща в Rai 1 като кореспондент в Конго заедно с Паола Барале за документалното риалити шоу Mission („Мисия“).
През 2015 г. участва като състезател в третото издание на шоуто за таланти по Rai 1 Notti sul ghiaccio („Нощи на леда“), водено от Мили Карлучи.
През 2019 г. участва като състезател в шоуто за таланти Amici Celebrities („Приятели ВИП“), излъчван по Canale 5, като отпада след полуфинала.
През 2021 и 2022 г. е част от вечерното жури по време на 20-то и 21-то издание на шоуто за таланти Amici di Maria De Filippi („Приятели на Мария Де Филипи“), заедно със Стефано Де Мартино и Сташ Фиордиспино.

### Културна и спортна дейност
Емануил Филиберт създава „Благотворителната фондация на Емануил Филиберт“ и „Фондацията на Принца на Венеция“, родена през 2001 г. Той също така се занимава с „Наградата на Принца на Венеция“.
През юли 2009 г. той дава своя принос към церемониите за 150-годишнината от обединението на Италия, като открива изложбата „Дом Савоя – история на едно италианско семейство“ в Кортина д'Ампецо, популяризирана от Фондацията на Принца на Венеция. В изложбата има около 150 предмета, принадлежали на кралете и кралиците на Италия. Събитието е спонсорирано от Министерството на културното наследство и дейности на Италия и от Регион  Венето.
Той заклеймява атаките на Северната лига срещу Обединението на Италия, стартирайки собствен проект за честванията през 2011 г. 
През 2019 г. Фондация „Италия-САЩ“ му присъжда наградата „Америка“ в Камарата на депутатите на Италия.
През ноември 2022 г., заедно с други членове, той купува безвъзмездно Футболна асоциация „Савоя 1908“ – историческия футболен отбор на Торе Анунциата, който играе в петата серия (Eccellenza) на Италианския футболен шампионат, като освен спортни цели си поставя и цели за приобщаване на младите хора, за да ги държи далеч от престъпността. През април 2023 г. купува футболното дружество „Реал Агро Аверса“ (Аверса) чрез Casa Reale Holding Spa – клуб, който изпада от серията в края на сезона. През юни същата година купува и „Портичи“ – основния фуболен клуб на Портичи, който играе в Серия D.

### Политическа дейност
През 2005 г. основава общественото движение Valori e Futuro („Ценности и бъдеще“). На общите избори в Италия през 2008 г. се кандидатира за Камарата на депутатите в листата „Ценности и бъдеще с Емануил Филиберт“, като се представя само за задграничния избирателен район „Европа“. Само с 0,4% е класифициран като най-лошият резултат в чуждестранния избирателен район „Европа“ – единственият, в който се е представил, превръщайки се в последната партия някога по ред на предпочитанията.
На 28 април 2009 г. представя своята кандидатура за европейските избори през 2009 г. в редиците на Унионе ди Чентро – съюз на христиандемократите и демократите-центристи. Името му се появява на трето място в списъка след тези на Магди Алам и Лука Волонте. И този път обаче, въпреки че събира около 22 хил. гласа, той не е избран.
През юли 2020 г. основава политическо движение Realtà Italia.

### Последващи дейности
През 2016 г. открива мобилен ресторантьорски бизнес в Лос Анджелис със светлосиня каравана за храна на име „Prince of Venice Food Truck“, заедно с главния готвач Мирко Падерно. През 2020 г. открива своя ресторант „Prince of Venice“ в Лос Анджелис с рекламно лице певицата Куин Латифа.
Заедно със семейството си работи за даряването на средства от династическите ордени и Савойската династия за създаването на здравен център в квартал „Ривароло“ в Генуа за разрешаване на трудната ситуация, причинена от срутването на виадукта Полчевера през август 2018 г.

## Противоречия

### Съдебни разследвания и спорове
Във връзка с ареста на баща му Виктор Емануил след скандала с казиното в Кампионе д'Италия Емануил Филиберт е разследван за компютърно пиратство по отношение на сайт, нехаресван от Савойците. Той обаче е оправдан по всички обвинения и разследването приключва по искане на самия прокурор Хенри Джон Удкок. След тези събития има остра размяна на обвинения между Емануил Филиберт и неговата леля Мария Габриела, която обвинява брат си Виктор Емануил, че е вкарал името на Савоя „в болезнени въпроси".
На 20 ноември 2007 г. италианското телевизионно предаване Ballarò разкрива, че Емануил Филиберт и баща му 20 дни по-рано, чрез своите адвокати, са поискали компенсация за морални щети след изгнанието на обща стойност от 260 милиона евро в допълнение към реституцията на активите, конфискувани от семейство Савоя от страна на Италианската държава при раждането на Италианската република. Карло Малинконико – генерален секретар на премиера отговаря, че правителството не само не смята, че трябва да плати нещо на Савоя, но и че обмисля да поиска от бившето кралско семейство обезщетение за щети за отговорностите, свързани с добре познатите исторически събития.
През януари/февруари 2022 г., заедно с баща си и лелите си по бащина линия, Емануил Филиберт решава да съди Италианската държава с цел да получи връщането на скъпоценностите на семейство Савоя, депозирани от дядо му Умберто II в банков трезор в Италия и, както Савоя твърдят, никога конфискувани от Държавата. Първото изслушване, проведено през юни 2022 г., дава отрицателен резултат.

### Използване на благороднически титли
В Италия от 1948 г. „благородническите титли не се признават“ поради действието на 14-тата преходна и окончателна разпоредба от Конституцията на Италианската република и „те не съставляват съдържанието на право и в по-широк смисъл не запазват каквото и да е значение: с една дума те остават извън правния свят“.
Емануил Филиберт, заедно с титлата „принц на Венеция“ (когато Венеция се обединява с Кралство Италия на 30 март 1806 г., титлата е създадена от Наполеон и запазена за предполагаемия наследник на кралството) използва титлата „принц на Пиемонт“. Поддръжниците му твърдят, че първата титла му е дадена устно от дядо му Умберто II по случай кръщението му в Мерленж, Швейцария, на 23 юли 1972 г. От списъка с благороднически отстъпки, направени от Умберто II, не изглежда обаче кралят някога да е давал тази титла; все пак трябва да се отбележи, че Умберто II никога не е давал каквато и да е титла на член на Савойския дом. Тази титла обаче се съобщава от престижния Алманах „Гота“ (Almanacco del Gotha) във втората серия на том I (години 1998, 1999, 2000, 2003, 2004 и 2012). Савойският дом при Умберто II е включен през 1980 г. в Том 11 на Genealogisches Handbuch des Adels Fürstliche Häuser, публикуван от Архив на германската аристокрация като наследник на Алманах „Гота“ (престанал да излиза през 1944 г. до 1998 г.): този наръчник дава на Емануил Филиберт и титлата „принц на Венеция“. Освен това няма индикации, че бракът на родителите му е морганатичен.
Алманахът „Гота“ обаче е в центъра на спорове в няколко случая поради приписването на династически или благороднически титли на хора, които според експертите нямат право на тях. Корпусът на италианската аристокрация – частна и непризната асоциация, която в някои от своите прессъобщения посочва титлата „принц на Венеция“ на Емануил Филиберт, не се занимава официално с династическите претенции на един или друг претендент. Освен това не е известно съществуването на какъвто и да е документ, написан и подписан от Умберто II, свързан с предоставянето на титлата „принц на Венеция“.
Що се отнася до титлата „принц на Пиемонт“, тя е дадена на Емануил Филиберт от баща му Виктор Емануил с едно от неговите писания от 30 януари 1984 г., което също споменава титлата „принц на Венеция“, която му е дадена устно от неговия дядо Умберто II. Трябва да се има предвид, че в годишниците на Съвета на сенаторите на Кралството (най-висшата монархическа власт, съществуваща в Италия, пожелана от последния крал на Италия Умберто II през 1955 г.), от които последният е отпечатан през 1998 г., Емануил Филиберт никога не фигурира като „принц на Пиемонт“. И Годишникът на италианската аристокрация – частна асоциация, под записа „Кралски дом Савоя“ не посочва никаква благородническа или династична титла в ръцете на Емануил Филиберт Савойски.  
Би било съмнително дори по време на една евентуална монархия Емануил Филиберт да може да се похвали с някаква титла. Бракът, сключен от баща му с майка му през 1970 г. без разрешението на Умберто II (в нарушение на член 92 от Гражданския кодекс от 1942 г. относно валидността на кралските бракове – член, отменен от Републиканската конституция на Италия), би го лишил от всякакви династично право и следователно неговият статут би бил този на член на Савойската династия без права на наследяване, както е при незаконни, но припознати деца. Ако действително бъде предоставена и регистрирана, единствената му титла би била „принц на Венеция“. Обръщението „Кралско височество“, законно запазено само за кралски принцове и по изключение за други принцове по кръв,, не му би било признато. 

## Брак и потомство
∞ 25 септември 2003 в Рим за френската актриса Клотилд Куро (* 3 април 1969, Левалоа Пере, Франция), от която има две дъщери:
- Виктория Кристина Аделаида Киара Мария Савойска (* 28 декември 2003, Женева), кралска принцеса на Савоя, принцеса на Кариняно, маркиза на Ивреа
- Луиза Йоанна Агата Гавина Бианка Мария Савойска (* 16 август 2006, Женева), кралска принцеса на Савоя, принцеса на Киери, графиня на Салеми

## Телевизионни програми
- Quelli che il calcio (Rai 3, 1995-1996) постоянен гост
- Il ballo delle debuttanti (Canale 5, 2008) жури
- Ballando con le stelle (Rai 1, 2009) състезател
- Ciak... si canta! (Rai 1, 2010)
- Miss Italia (Rai 1, 2010)
- I Raccomandati (Rai 1, 2010-2011)
- Ricchi di energia (Rai 2, 2011)
- Il principiante - Il lavoro nobilita (Cielo, 2012)
- Pechino Express (Rai 2, 2012) водещ
- Un air de star (M6, 2013) състезател
- Mission (Rai 1, 2013) кореспондент
- Notti sul ghiaccio (Rai 1, 2015) състезател
- Festival di Castrocaro (Rai 1, 2015) жури
- Amici Celebrities (Canale 5, 2019) състезател
- Amici di Maria De Filippi (Canale 5, 2021-2022) жури